# Kabri
Kabri es un kibutz en la Galilea Occidental, a unos cuatro kilómetros al este de Nahariya, pertenece al movimiento kibbutz y en el pasado perteneció al KKM. El nombre del kibutz es el mismo que el del pueblo árabe de al-Kabri que resultara destruido en la Guerra de la Independencia, y en sus terrenos fue establecido. Hay una hipótesis de que el nombre proviene de «Kabrita», mencionado como un asentamiento fronterizo norte en los días del Retorno a Sion, y Breita Dathumin como frontera noroeste del área de inmigrantes babilónicos.

## Historia
El kibutz fue fundado en 1949 por miembros del kibutz Beit HaArava que se vieron obligados a evacuarlo durante la Guerra árabe-israelí de 1948. Al comienzo las mujeres y los niños fueron evacuados al kibutz Shefayim, y luego todos los evacuados se dividieron entre dos kibutzim: Kabri y Gesher Haziv. Cerca del kibutz hay cuatro manantiales naturales, Ein Tzof, Ein Gih, Ein Shefa y Ein HaShayara, de los cuales el kibutz y los cercanos moshavim Ben Ami y Netiv HaShayara reciben el agua. El acueducto de Acre llevó agua de estos manantiales a dicha ciudad costera. También hay dos yacimientos arqueológicos en su área: Tel Kabri y un pozo bizantino con piso de mosaico. El kibutz cuenta con numerosas plantaciones de banano y aguacate, una fundición de metales llamada «Kabiran», una fábrica de plásticos llamada «Rion» de Plasson Industries Group, un restaurante (Adelina) y varios bed and breakfast. También funciona en el kibutz un taller de impresión. En cuanto a servicios educativos, en el kibutz está la escuela primaria «Ma'ainot» y la escuela secundaria «Manor Kabri».
En la década de 1970, el kibutz realizó algunas plantaciones de aguacate en el montículo arqueológico, lo cual está prohibido por la Ley de Antigüedades, por lo cual el kibutz fue demandado por la Autoridad de Antigüedades de Israel y como consecuencia, debió pagar una multa, pero el cultivo no fue erradicado de su sitio. Tras el juicio, excavaciones exploratorias dirigidas por Aharon Kempinski de la Universidad de Tel Aviv tuvieron lugar entre 1986 y 1993. En las excavaciones se encontraron por primera vez fragmentos de frescos minoicos, que indican conexiones entre el mar Egeo de la Grecia clásica y la Tierra de Israel en la Edad del Bronce Medio.
Entre los fundadores del kibutz se encuentran el noveno y décimo miembro de la Knesset Danny Rosolio, el escultor ganador del Premio Israel Yechiel Shemi, el pintor Uri Reisman y Eliyahu Sela (Raanana), entre los destacados comandantes del Palmach durante la Guerra de Independencia. La cantante Yardena Arazi, el actor Nevo Kimchi y el artista de jazz Avishai Cohen nacieron en Kabri.